# Разпределително табло
Разпределителното табло (също електрическо табло) е електрическо устройство, част от електрическа инсталация, чрез която тя се разделя на обособени токови кръгове. Обикновено в разпределителните табла се монтират главен прекъсвач, предпазители или прекъсвачи за отделните токови кръгове, в съвременните табла – и диференциалнотокови защити, като тези елементи са обединени в обща огнеустойчива кутия.